# Арес Людовізі
Арес Людовізі — римська мармурова скульптура Ареса доби Антонінів, копія II століття з грецького оригіналу кінця IV століття до н. е.

## Короткий опис
Арес/Марс зображений молодим і безбородим, він сидить на трофейній зброї, а Ерос грається біля його ніг, привертаючи увагу до того, що в момент спокою бог війни зображений як об'єкт любові. Знавець XVIII століття Йоганн Йоахім Вінкельманн, людина з досвідченим оком на чоловічу красу, коли писав каталог колекції Людовізі, .визнав Ареса Людовізі найкрасивішим Марсом, що зберігся з часів античності.
Скулптура була повторно відкрита в 1622 році. Очевидно, спочатку вона була частиною храму Марса (закладеного в 132 році до нашої ери в південній частині Марсового поля), від якого залишилося небагато слідів. П'єтро Санті Бартолі записав у своїх нотатках, що Ареса знайшли біля палаццо Санта-Кроче в Ріоне Кампітеллі під час риття дренажу. (Haskell and Penny 1981:260) 
Скульптура знайшла свій шлях до колекції, сформованої кардиналом Лудовіко Людовізі (1595—1632), небожем папи Григорія XV, на чудовій віллі та садах, які він побудував поблизу Порта Пінчіана, на місці, де Юлій Цезар і його спадкоємець Октавіан (Цезар Август) мали свою віллу. Скульптура була злегка відреставрована молодим Берніні, який обробив її поверхні та непомітно підправив праву ногу; він, ймовірно, був значною мірою відповідальний за купідона, який, як зазначають Хаскелл і Пенні, був вилучений у бронзовій копії Г. Ф. Сузіні та у відбитках скульптури в антології Маффея.

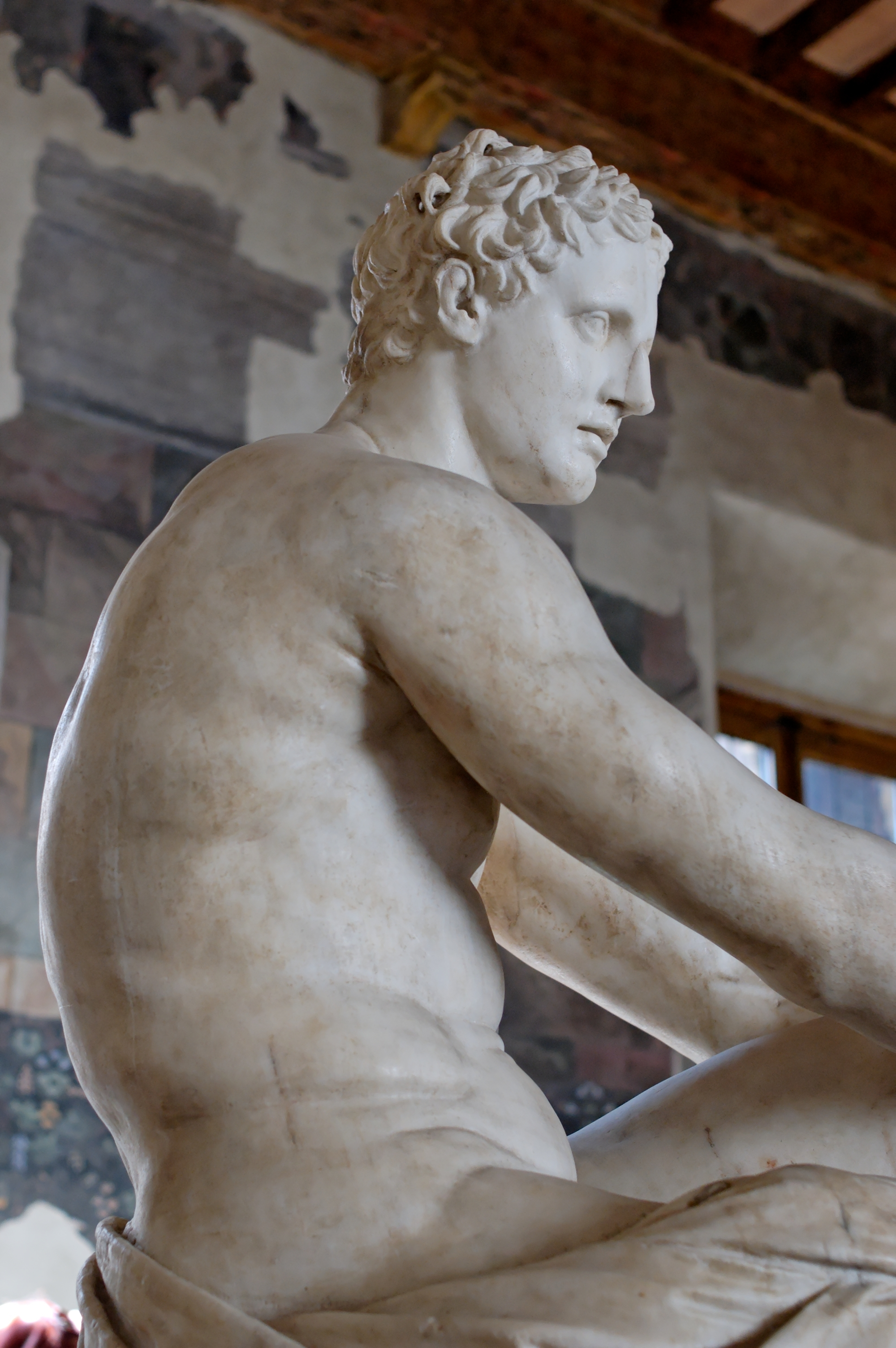
Арес Людовізі

Скульптура стала сенсаційною знахідкою. Невелика бронзова його копія була виконана Г. Ф. Сузіні, спадкоємцем і помічником його відомого дядька Антоніо Сузіні, коли він відвідав Рим у 1630-х роках і скопіював кілька мармурів із колекції Людовізі; бронза Людовізі Ареса зберігається в Ешмолівському музеї в Оксфорді. Зліпки Ареса Людовізі потрапили до ранніх музейних колекцій, таких як Копенгагенська гліптотека , і мали вплив на кілька поколінь сутдентів неокласичних та академічних напрямків.
У 1901 році майбутній спадкоємець, принц Бонкомпаньї-Людовізі, виставив на аукціон старожитності Людовізі. Італійська держава придбала 96 експонатів, решта колекції була розпорошена по музеях Європи та США. Арес зберігається в секції Національного музею Терме в Національного римського музею в Римі.
Зображення статуї використовується як емблема грецького атлетичного клубу Аріс Салоніки.